# 毛利百恵
毛利 百恵（もうり ももえ、1981年2月3日 - ）は、岐阜県出身の元タレント。2001年の全日本GT選手権イメージガール『PASSION』（avex）のメンバーだった。
血液型はO型。
PASSION加入前は地元でモデル活動をしていた。

## リリース作品

### CD
いずれもavex traxより発売
- SUPER EUROBEAT presents GTC SPECIAL 2001 ~NON-STOP MEGAMIX~ （2001年4月25日発売）

曲名「SPEEDY SPEEDY」「HEARTBEAT (B4 ZA BEAT REMIX)」
- SUPER EUROBEAT presents GTC SPECIAL 2001 ~SECOND ROUND~ （2001年9月12日発売）

曲名「BABY I'M YOUR LADY」「MAYBE LOVE」

### 写真集
- ギャルズ・パラダイス写真集『パッション』（三栄書房・2001年8月発売）